# O Lampião da Esquina
O Lampião da Esquina («La farola de la esquina») fue la primera revista brasileña impresa dedicada al público homosexual. Su primer número se editó en 1978, publicándose mensualmente 37 números hasta 1981. Se la considera prensa «clandestina» por haber circulado durante los años de la dictadura militar. Fue publicada por Aguinaldo Silva.[cita requerida] Entre sus fundadores estuvo Francisco Bittencourt.
En el número 0, la revista explicaba sus objetivos:

Mostrando que o homossexual recusa para si e para as demais minorias a pecha de casta, acima ou abaixo das camadas sociais; que ele não quer viver em guetos, nem erguer bandeiras que o estigmatizem; que ele não é um eleito nem um maldito; e que sua preferência sexual deve ser vista dentro da condição psicossocial da humanidade como um dos muitos traços que um caráter poder ter, Lampião deixa bem claro o que vai orientar a sua luta: nós nos empenharemos em desmoralizar esse conceito que alguns nos querem impor – que a nossa preferência sexual possa interferir negativamente em nossa atuação dentro do mundo em que vivemos.
Mostrando que el homosexual rechaza para sí y para las demás minorías la infamia de la casta, encima o debajo de las clases sociales; que no quiere vivir en guetos, ni erguir banderas que le estigmaticen; que no es un elegido ni un maldito; y que su preferencia sexual debe ser considerada dentro de la condición psicosocial de la humanidad como una de los muchos rasgos que puede tener un carácter, Lampião deja bien claro lo que va a orientar su lucha: nosotros nos empeñaremos en desmoralizar ese concepto que algunos nos quieren imponer – que nuestra preferencia sexual pueda interferir negativamente en nuestras acciones dentro del mundo en que vivimos.
op. cit. Simões

La revista no pretendía hacer lo que llamaba «columnismo social», sino que mostraba una maquetación sobria con textos que exigían atención en su lectura. Su contenido mezclaba información cultural, como críticas sobre libros, espectáculos y películas, con artículos en profundidad sobre temas que afectaban a la comunidad homosexual, como el papel de la mujer, la persecución de los homosexuales por los nazis o el placer sexual. En el primer número se llegó incluso a tratar el tema de la iglesia católica y la homosexualidad, un tema arriesgado durante la dictadura. La revista empleaba a menudo juegos de palabras, la ironía y la elipsis para transmitir el mensaje sin arriesgar demasiado.
O Lampião también se interesaba por los problemas de la mujer, de las minorías étnicas, sobre todo los negros, el ecologismo y los indígenas, aunque rechazaba una asociación con los movimientos de izquierda, a los que consideraba homófobos y cerrados a cualquier cuestión social que no se ajustase a lo que entendían como «valores de la clase obrera». Los razonamientos de O Lampião en este sentido se asemejaban a los del movimiento de liberación gay, del anarquismo, del Libertarismo y del feminismo.